# Jim Curtin

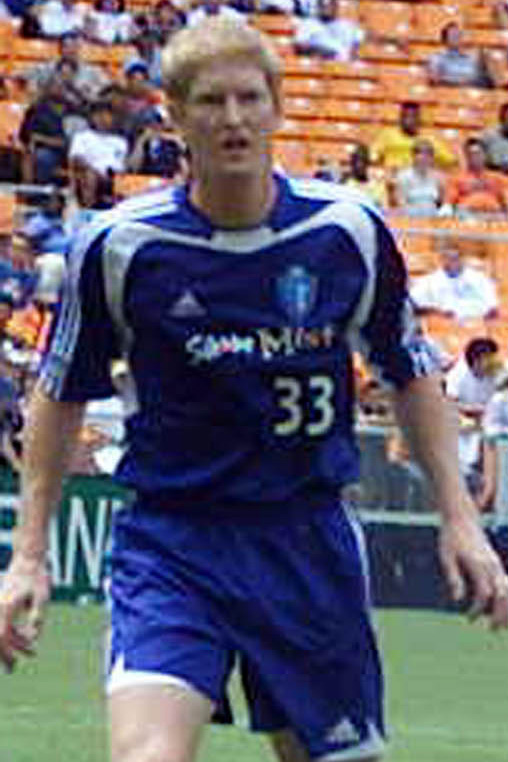
Jim Curtin beim Major-League-All-Star-Spiel 2004

Jim Curtin (* 23. Juni 1979 in Oreland, Pennsylvania) ist ein ehemaliger US-amerikanischer Fußballspieler und jetziger -Trainer.
Der Abwehrspieler verbrachte den größten Teil seiner Karriere bei Chicago Fire in der Major League Soccer. 2009 beendete er seine Karriere als Fußballspieler bei den Chivas USA.
Seit 2014 trainiert er Philadelphia Union, die ebenfalls in der Major League Soccer spielen.

## Spielerkarriere

### College
Curtin spielte von 1997 bis 2000 College Soccer an der Villanova University in Radnor Township, PA einem Vorort von Philadelphia. In seinem ersten Jahr wurde er zum besten Nachwuchsspieler der Big East Conference ernannt. In den weiteren Jahren wurde er immer in die beste Auswahl der Conference berufen.

### Chicago Fire
Nach seinem Abschluss wurde er im MLS SuperDraft 2001 in der dritten Runde von Chicago Fire ausgewählt. Er war damit der erste Fußballspieler der Villanova University, der den Sprung die Major League Soccer geschafft hat. In den folgenden Jahren stand er in wettbewerbsübergreifend über 200 Spielen für Chicago auf dem Platz. 2003 und 2006 konnte er mit der Mannschaft den Lamar Hunt U.S. Open Cup gewinnen. Er nahm 2004 an dem MLS-Allstar-Spiel teil.
Am Anfang seiner ersten Saison wurde er von Chicago an Milwaukee Rampage, die damals in der USL A-League spielten, ausgeliehen. Für Chicago bestritt er in dieser Saison 12 Ligaspiele.

### CD Chivas USA
Am 22. Januar 2008 wurde er an die CD Chivas USA abgegeben. Zwei Jahre später wurde er von der Mannschaft freigestellt und beendete kurz darauf seine Karriere als Fußballspieler.

## Trainerkarriere
Am 29. November 2012 wurde Curtin als neuer Assistenztrainer von Philadelphia Union vorgestellt. Zwei Jahre später, am 7. November 2014, wurde er Cheftrainer der Mannschaft. Vorher arbeitete er bereits als Interimstrainer, nachdem John Hackworth am 10. Juni 2014 entlassen wurde.